# Sybota atlantica
Sybota atlantica is een spinnensoort in de taxonomische indeling van de wielwebkaardespinnen (Uloboridae).
Het dier behoort tot het geslacht Sybota. De wetenschappelijke naam van de soort werd voor het eerst geldig gepubliceerd in 2001 door Cristian J. Grismado.